# Yoshiaki Shimada
Yoshiaki Shimada (* 20. Januar 1989) ist ein ehemaliger japanischer Radrennfahrer.
Yoshiaki Shimada wurde 2007 japanischer Meister im Straßenrennen der Juniorenklasse.
Im Erwachsenenbereich fuhr Shimada 2008 und 2009  für zwei Jahre für das japanische Team Bridgestone Anchor, einem Continental Team. In seinem ersten Jahr dort wurde er bei dem zweiten Teilstück der achten Etappe der Tour de la Martinique Tageszweiter hinter dem Lokalmatador Willy Roseau. In den Jahren 2009 und 2010 wurde Shimada japanischer Meister im Einzelzeitfahren der U23-Klasse. Für 2012 und 2013 stand er beim japanischen Team Ukyo unter Vertrag. Danach beendete er seine Karriere im Radsport.

## Erfolge
2007
- Japanischer Meister – Straßenrennen (Junioren)

2009
- Japanischer Meister – Einzelzeitfahren (U23)

2010
- Japanischer Meister – Einzelzeitfahren (U23)

## Teams
- 2008–2009 Team Bridgestone Anchor
- 2012–2013 Team Ukyo